# Gehyra baliola
Espèce
Synonymes
- Hemidactylus baliolus Duméril, 1851
- Peripia brevicaudis Macleay, 1877
- Peripia marmorata Macleay, 1877
- Peripia torresiana Günther, 1877

Gehyra baliola est une espèce de geckos de la famille des Gekkonidae.

## Répartition
Cette espèce se rencontre dans le sud de la Papouasie-Nouvelle-Guinée et dans les îles du Détroit de Torrès au Queensland en Australie.

## Publication originale
- Duméril & Duméril, 1851 : Catalogue méthodique de la collection des reptiles du Muséum d'Histoire Naturelle de Paris. Gide et Baudry/Roret, Paris, p. 1-224 (texte intégral).